# Hupikék törpikék és a csodafurulya
A Hupikék törpikék és a csodafurulya, korábbi címe: A kis manók furulyája (eredeti cím: La flûte à six schtroumpfs) 1976-ban bemutatott belga rajzfilm, amely Peyo: Hupikék törpikék című képregénye alapján készült. Az animációs játékfilm rendezője és írója Peyo, és zeneszerzője Michel Legrand. A mozifilm a Belvision és a Dupuis Audiovisuel gyártásában készült.
Belgiumban 1976. október 7-én, Amerikában 1983. december 25-én, Magyarországon 1978. december 21-én, új szinkronnal 1988. április 7-én mutatták be a mozikban.

## Szereplők
| Szereplő             | Eredeti hang     | Magyar hang                      | Magyar hang                     |
| Szereplő             | Eredeti hang     | 1. magyar változat (MOKÉP, 1978) | 2. magyar változat (FüMo, 1988) |
| -------------------- | ---------------- | -------------------------------- | ------------------------------- |
| Vili                 | Michel Modo      | N/A                              | Kaszás Attila                   |
| Janó                 | William Coryn    | N/A                              | Rátóti Zoltán                   |
| Torzon Morc          | Albert Médina    | N/A                              | Kránitz Lajos                   |
| Törpapa              | Michel Elias     | N/A                              | Sinkovits Imre                  |
| Furfangusz mester    | Henri Crémieux   | N/A                              | Rátonyi Róbert                  |
| Törp/Nótata          | Jacques Marin    | N/A                              | Tahi József                     |
| Okoska               | Jacques Ruisseau | N/A                              | Cseke Péter                     |
| Kertitörp            | Jacques Ruisseau | N/A                              | Rudolf Péter                    |
| Ügyi                 | Jacques Ruisseau | N/A                              | Szolnoki Tibor                  |
| Borzontorz           | Jacques Dynam    | N/A                              | Simon György                    |
| Király               | Georges Pradez   | N/A                              | Gera Zoltán                     |
| Lady lábvíz          | Ginette Garcin   | N/A                              | Vay Ilus                        |
| Várnagy úr           | Georges Atlas    | N/A                              | Miklósy György                  |
| Törperős             | Roger Crouzet    | N/A                              | Bata János                      |
| Hami                 | Roger Crouzet    | N/A                              | Józsa Imre                      |
| Lusti                | Roger Crouzet    | N/A                              | Pathó István                    |
| Ügyifogyi            | Roger Crouzet    | N/A                              | Gyabronka József                |
| Dulifuli             | Roger Crouzet    | N/A                              | Gruber Hugó                     |
| Tréfi                | Roger Crouzet    | N/A                              | Szerednyey Béla                 |
| Költörp              | Roger Crouzet    | N/A                              | Varanyi Lajos                   |
| Törpöltő             | Roger Crouzet    | N/A                              | Versényi László                 |
| Olivér               | Serge Nadaud     | N/A                              | N/A                             |
| Kocsmáros            | Serge Nadaud     | N/A                              | N/A                             |
| Őr                   | Serge Nadaud     | N/A                              | N/A                             |
| Öreg süket férfi     | Serge Nadaud     | N/A                              | Kenderesi Tibor                 |
| Halász               | Henri Labussière | N/A                              | Perlaki István                  |
| Hangszer kereskedő   | Angelo Bardi     | N/A                              | Sallai Tibor                    |
| Néző a lovagi tornán | N/A              | N/A                              | Verebély Iván                   |
| Legyőzött lovag      | N/A              | N/A                              | Orosz István                    |
| Mesélő               | N/A              | N/A                              | Pápai Erika                     |

## Betétdalok
| Magyar dal             | Francia dal                     | Angol dal                      |
| Betét dalok            | Betét dalok                     | Betét dalok                    |
| ---------------------- | ------------------------------- | ------------------------------ |
| Óda a Viktorhoz        | Ode Au Vainqueur                | Ode To The Victor              |
| Lady lábvíz balladája  | La Ballade De La Gente Dame     | The Ballad of the Fair Maiden  |
| A törpök bemutatkozása | La Présentation des Schtroumpfs | The Presentation of the Smurfs |
| A törpök munka dala    | Hymne au Travail                | Hymn At Work                   |
| Bízz a törpben         | La Leçon De Schtroumpf          | A Lesson in Smurf              |
| Instrumentális zenék   |                                 |                                |
| Főcímdal               | La Flûte À Six Schtroumpfs      | The Flute With Six Smurfs      |
| A fesztivál            | La Fête                         | The Festival                   |
| ?                      | Le Duel Des Flûtes              | The Duel of the Flutes         |